# منتجق ورقي
المُنتجق الوَرقي (الاسم العلمي: Muntiacus putaoensis)هو نوع صغير من المُنتَجقات. تم توثيقهُ واكتشافهُ في عام 1997 من قبل عالم الأحياء آلان رابينويتز خلال دراسته الميدانية في بلدة ناونغمونغ المعزولة في ميانمار. وقد اكتشف هذه الأنواع من خلال فحص جُثَث صغيرة للغزلان التي كان يعتقد في البداية أنها من نوع آخر، ومع ذلك، ثبت أنها جُثة أنثى بالغة من هذا النوع. تمكن من الحصول على عينات، منها تحليل الحمض النووي، وكشف جديد لهذا النوع من الآيل. عرف الصيادون المحليون عن الأنواع وأطلقوا عليها اسم الغزلان الورقية لأن جسمها يمكن أن يكون ملفوفا بالكامل بورقة واحدة كبيرة. وجدت هذهِ المنتجقات في ميانمار والهند.

## التوزيع والموئل
تم العثور على هذا النوع في الغابات الكثيفة من ميانمار، وتحديدًا وادي هوكاونغ وهي منطقة مُمتدة إلى الشمال الشرقي من بوتاو، وإلى الجنوب من فرع نام تاماي وتحديدًا نهر مي هكا. علمًا أن هذا الوادي يوجد على ارتفاع 450 إلى 600 متر وتعتبر منطقة انتقالية بين الغابات الاستوائية والغابات معتدلة الأرض. تم كذلك الإبلاغ عن وجودها في الهند لأول مرة من منطقة لوهيت في شرق أروناشال براديش وفي عام 2002، تم الإبلاغ عن وجودها أيضا في محمية نمور نامدافا، تقع كذلك في شرق أروناتشال براديش، الهند. وقد لوحظ أيضا من منطقة لوهيت وتشانغلانغ وبالقرب من نوكلاك في ناجالاند. ربما تسكن كذلك على تقاطع كامل من بي أومتكاي بوم و كومون تونغدان نطاقات. في عامي 2008 و 2009، تم الإبلاغ عن وجودها في العديد من المناطق الجديدة في أروناشال براديش.

## الوصف
يبلغ طول الغزلان البالغة 20 بوصة فقط (50  سم) أكتافها تكون عالية، وتزن أقل من 25 رطل (11  كلغ). اللون بني فاتح. الذكور لديهم قرون غير متفرعة يبلغ طولها حوالي 1 بوصة (2.5  سم) بخلاف ذلك،فإن الغزلان الذكور والإناث متطابقة نوعًا ما. يعتبر هذا النوع غير عادي بين الغزلان الأخرى لأن ذريته لا تحمل أية بقع تشبه خصائص أنواع المنتجقات الورقية كونها صغيرة، تُفضل التجول بمفردها، وأفضل العيش في الغابات الكثيفة في الجبال كخصائص الأنواع القديمة من الغزلان.

## النشاط
المعلومات حول سلوك المنتجق الورقي تمَّ وصفها بأنها محدودة، لكن غالبا ما يكون متوزع، على حدٍ سواء ليلي ونهاري. بالإضافة إلى ذلك ، عادة ما تكون أوراق المنتجق انفرادية, أثناء حمل الأنثى الحالة سيكون الشريك الذكر حاضرا أيضا. تشير آثار الفاكهة والأوراق عند تشريح حيث الحيوان إلى أن وجباتهم الغذائية تساهم في ممارسات تشتت البذور المحلية.
في القائمة الحمراء للاتحاد الدولي لحفظ الطبيعة، يصنف هذا النوع على وجود نقص في بياناته حيث يوجد نقص في بشأن مورفولوجيته وتوزيعه وتصنيفه توجد هناك أدلة على استمرار الصيد من قبل السكان المحليين وهذا يشير إلى أن هذهِ الحيوانات أعدادها في تناقص مستمر.